# Деърдевил
 Тази статия е за супергероя.  За филма от 2003 г. вижте Дявол на доброто.  За сериала от 2015 г. вижте Деърдевил (сериал).
Деърдевил, още познат като Дръзкия дявол или Дявола на доброто (на английски: Daredevil) е измислен супергерой от вселената на Марвел Комикс. Създаден от писателя-издател Стан Лий и художника Бил Евърет, с принос от страна на Джак Кърби. Това е един от малкото супергерои с недъг - ослепял в инцидент с радиоактивно вещество като малък (въпреки че останалите му сетива биват драстично повишени и той придобива „сетивен радар“ позволяващ му да определи заобикалящата го среда). Цивилната му самоличност е Мат Мърдок, преуспял адвокат. Първата поява на героя е в „Деърдевил“ бр. 1 през 1964 г.
Въпреки че върху „Деърдевил“ са работили много легендарни комикс художници – Еверет, Кърби, Уоли Уд, Джон Ромита ср. и Джийн Колан, единствено влиятелната намеса на Франк Милър в поредицата от късните 70 г. до началото на 80-те на миналия век е най-добре запомнена, утвърждавайки героя като известна и индивидуална част от Вселената на Марвел. „Деърдевил“ също така е адаптиран към различни типове друга медия, включително игрален филм, излязъл през 2003 г.